# Andrew Raycroft
Andrew Joseph Ernest Raycroft (* 4. května 1980 Belleville, Ontario, Kanada) je bývalý kanadský hokejový brankář.

## Kariéra
Před vstupem do juniorské ligy hrál za Quinte Red Devils v lize Ontario Minor Hockey Association. V sezóně 1997–98 začal svojí tříletou kariéru v juniorské lize Ontario Hockey League, ve které hrál za Kingston Frontenacs a Sudbury Wolves. V draftu 1998 byl vybrán na celkově 135. místě klubem Boston Bruins.
V lize National Hockey League debutoval v sezóně 2000/01, když při vítězství 5:1 nad Philadelphií Flyers nahradil Byrona Dafoea, ale protože nastoupil až v druhé polovině zápasu, tak mu vítězství nebylo připsáno. První vítězný zápas si tedy připsal o dva dny později 9. října 2000, když vyhráli 4:2 nad Floridou Panthers. Ve své první sezóně v NHL odchytal 15 zápasů a v dalších dvou sezónách hrál většinou na farmě v týmu Providence Bruins, hrajícím ligu American Hockey League. Po prodloužení smlouvy s Bruins 31. července 2003 odchytal svou první plnohodnotnou sezónu v NHL a pomohl týmu k druhému místu základní části ve východní konferenci NHL a sám získal Calder Memorial Trophy pro nejlepšího nováčka sezóny NHL (Statut nováčka měl vzhledem k tomu, že v předchozích třech sezónách neodchytal dohromady ani 25 zápasů).
V sezóně 2004/05, kdy byla v NHL výluka, chytal za Tapparu Tampere ve finské SM-liize. Po návratu k Bruins se v sezóně 2005/06 propadl v týmové hierarchii na třetí místo mezi brankáři, když pozici jedničky zastával Tim Thomas a druhého brankáře dělal nováček Hannu Toivonen. Po sezóně byl 24. června 2006 vyměněn do Toronta Maple Leafs za práva na finského brankáře Tuukku Raska. V Torontu zastával pozici prvního brankáře a první čisté konto v jejich dresu vychytal 5. října 2006 při vítězství 6:0 nad Ottawou Senators. Během sezóny vytvořil klubový rekord Maple Leafs v počtu vítězných zápasů brankáře, který před ním držel Ed Belfour ze sezóny 2002/03.
Na začátku sezóny 2007/08 ho o pozici prvního brankáře týmu připravil Vesa Toskala. Maple Leafs jej po sezóně zapsali na listinu volných hráčů a později jej vyplatili ze smlouvy. Několik dní poté podepsal jednoletou smlouvu s Coloradem Avalanche. Přestože s ním bylo pro sezónu 2008/09 počítáno jako s týmovou jedničkou, tak jej v této pozici postupně nahradil Peter Budaj a Raycroft se stal pouze jeho náhradníkem.
Po sezóně podepsal jednoletou smlouvu s Vancouverem Canucks. V přípravném kempu soupeřil o pozici náhradníka za Robertem Luongem s Cory Schneiderem. Ve svém prvním zápase za Canucks zaznamenal vítězství 2:1 v samostatných nájezdech proti Los Angeles Kings a své první čisté konto v dresu Canucks vychytal proti Coloradu Avalanche při vítězství 3:0. Před sezónou 2010/11 podepsal dvouletou smlouvu s Dallasem Stars.

## Úspěchy

### Individuální úspěchy
- CHL 1. All-Star Team – 1999–00
- CHL Goaltender of the Year – 1999–00
- OHL 1. All-Star Team – 1999–00
- OHL Goaltender of the Year – 1999–00
- Red Tilson Trophy – 1999–00
- NHL YoungStars Game – 2004
- NHL All-Rookie Team – 2003–04
- Calder Memorial Trophy – 2003–04

## Prvenství
- Debut v NHL – 7. října 2000 (Philadelphia Flyers proti Boston Bruins)
- První inkasovaný gól v NHL – 9. října 2000 (Boston Bruins proti Florida Panthers, kanadským útočníkem Rob Niedermayer)
- První vychytaná nula v NHL – 15. října 2003 (Dallas Stars proti Boston Bruins)

## Statistiky

### Základní části
| Sezona       | Tým                 | Liga         | Z   | V   | P   | R  | Pvp | MIN   | OG  | ČK | POG  | %ChS |
| ------------ | ------------------- | ------------ | --- | --- | --- | -- | --- | ----- | --- | -- | ---- | ---- |
| 1996–97      | Wellington Dukes    | MetJHL       | 27  | —   | —   | —  | —   | 1402  | 92  | —  | 3.94 | —    |
| 1997–98      | Sudbury Wolves      | OHL          | 33  | 8   | 16  | 5  | —   | 1802  | 125 | 0  | 4.16 | .901 |
| 1998–99      | Sudbury Wolves      | OHL          | 45  | 17  | 22  | 5  | —   | 2528  | 173 | 1  | 4.11 | .906 |
| 1999–00      | Kingston Frontenacs | OHL          | 61  | 33  | 20  | 5  | —   | 3340  | 191 | 0  | 3.43 | .924 |
| 2000–01      | Providence Bruins   | AHL          | 26  | 8   | 14  | 4  | —   | 1459  | 82  | 1  | 3.37 | .891 |
| 2000–01      | Boston Bruins       | NHL          | 15  | 4   | 6   | 0  | —   | 649   | 32  | 0  | 2.96 | .890 |
| 2001–02      | Providence Bruins   | AHL          | 56  | 25  | 24  | 6  | —   | 3317  | 142 | 7  | 2.57 | .916 |
| 2001–02      | Boston Bruins       | NHL          | 1   | 0   | 0   | 1  | —   | 65    | 3   | 0  | 2.77 | .897 |
| 2002–03      | Providence Bruins   | AHL          | 39  | 23  | 10  | 3  | —   | 2255  | 94  | 1  | 2.50 | .917 |
| 2002–03      | Boston Bruins       | NHL          | 5   | 2   | 3   | 0  | —   | 300   | 12  | 0  | 2.40 | .918 |
| 2003–04      | Boston Bruins       | NHL          | 57  | 29  | 18  | 9  | —   | 3420  | 117 | 3  | 2.05 | .926 |
| 2004–05      | Tappara             | SM-l         | 11  | 4   | 5   | 2  | —   | 657   | 32  | 1  | 2.92 | .912 |
| 2005–06      | Providence Bruins   | AHL          | 1   | 1   | 0   | —  | 0   | 64    | 3   | 0  | 2.81 | .870 |
| 2005–06      | Boston Bruins       | NHL          | 30  | 8   | 19  | —  | 2   | 1619  | 100 | 0  | 3.70 | .879 |
| 2006–07      | Toronto Maple Leafs | NHL          | 72  | 37  | 25  | —  | 9   | 4108  | 205 | 2  | 2.99 | .894 |
| 2007–08      | Toronto Maple Leafs | NHL          | 19  | 2   | 9   | —  | 5   | 964   | 63  | 1  | 3.92 | .876 |
| 2008–09      | Colorado Avalanche  | NHL          | 31  | 12  | 16  | —  | 0   | 1722  | 90  | 0  | 3.14 | .892 |
| 2009–10      | Vancouver Canucks   | NHL          | 21  | 9   | 5   | —  | 1   | 967   | 39  | 1  | 2.42 | .911 |
| 2010–11      | Dallas Stars        | NHL          | 19  | 8   | 5   | —  | 0   | 847   | 40  | 2  | 2.83 | .910 |
| 2011–12      | Dallas Stars        | NHL          | 10  | 2   | 8   | —  | 0   | 529   | 31  | 0  | 3.52 | .898 |
| 2011–12      | Texas Stars         | AHL          | 21  | 9   | 10  | —  | 1   | 1157  | 61  | 0  | 3.16 | .891 |
| 2012–13      | Milano Rossoblu     | LIHG         | 42  | 20  | 22  | —  | 0   | 2542  | 114 | 5  | 2.69 | .918 |
| 2013–14      | IF Björklöven       | HAll         | 41  | 16  | 24  | —  | 0   | 2335  | 112 | 3  | 2.88 | .896 |
| Celkem v NHL | Celkem v NHL        | Celkem v NHL | 280 | 113 | 114 | 10 | 17  | 15192 | 732 | 9  | 2.89 | .900 |

### Play-off
| Sezona       | Tým                 | Liga         | Z  | V | P | MIN | OG | ČK | POG  | %ChS |
| ------------ | ------------------- | ------------ | -- | - | - | --- | -- | -- | ---- | ---- |
| 1997–98      | Sudbury Wolves      | OHL          | 2  | 0 | 1 | 89  | 8  | 0  | 5.39 | .855 |
| 1998–99      | Sudbury Wolves      | OHL          | 3  | 0 | 2 | 96  | 13 | 0  | 8.12 | .841 |
| 1999–00      | Kingston Frontenacs | OHL          | 5  | 1 | 4 | 300 | 21 | 0  | 4.20 | .906 |
| 2001–02      | Providence Bruins   | AHL          | 2  | 0 | 2 | 119 | 5  | 0  | 2.52 | .904 |
| 2002–03      | Providence Bruins   | AHL          | 4  | 1 | 3 | 264 | 6  | 1  | 1.36 | .955 |
| 2003–04      | Boston Bruins       | NHL          | 7  | 3 | 4 | 447 | 16 | 1  | 2.15 | .924 |
| 2004–05      | Tappara             | SM-l         | 3  | 0 | 2 | 104 | 11 | 0  | 6.34 | .847 |
| 2009–10      | Vancouver Canucks   | NHL          | 1  | 0 | 0 | 25  | 1  | 0  | 2.40 | .857 |
| 2012–13      | Milano Rossoblu     | LIHG         | 6  | 2 | 4 | 296 | 18 | 0  | 3.66 | .915 |
| 2013–14      | IF Björklöven       | HAll         | 10 | 6 | 4 | 610 | 22 | 1  | 2.16 | .909 |
| Celkem v NHL | Celkem v NHL        | Celkem v NHL | 8  | 3 | 4 | 472 | 17 | 1  | 2.16 | .922 |